# Rudresh Mahanthappa
Rudresh Mahanthappa, né en 1971 à Trieste en Italie, est un saxophoniste alto de jazz d'origine indienne vivant actuellement à New York.

## Biographie
Né en 1971 à Trieste en Italie, Rudresh Mahanthappa a grandi à Boulder (Colorado) aux États-Unis. Il se forme à l'école de Berklee où il découvre l’œuvre de Kadri Gopalnath, saxophoniste jouant de la musique carnatique. Ensuite, il étudie à l'Université DePaul à Chicago, où il obtient un diplôme de "jazz composition".

## Style
Sa virtuosité singulière est un mixte homogène de modernité jazz et de culture indienne (vélocité, fluidité et sonorité alto).

## Liste des formations
- Rudresh Mahanthappa Quartet: Rudresh Mahanthappa (Saxophone alto), Vijay Iyer (Piano), François Moutin ou Carlo De Rosa (Basse), Dan Weiss (Batterie).
- Dakshina Ensemble: Rudresh Mahanthappa (Saxophone alto), Kadri Gopalnath (Saxophone alto), Kanya Kumari (Violon), Rez Abbasi (Guitare), Carlo de Rosa (Basse), Poovalur Sriji (Mridangam), Royal Hartigan (Batterie).
- Indo-Pak Coalition : Rudresh Mahanthappa (Saxophone alto), Rez Abbasi (Guitare), Dan Weiss (Tabla).
- Raw Materials: Rudresh Mahanthappa (Saxophone alto), Vijay Iyer (Piano).
- Mauger: Rudresh Mahanthappa (Saxophone alto), Mark Dresser (Basse), Gerry Hemingway (Batterie)
- MSG:  Rudresh Mahanthappa (Saxophone alto), Ronan Guilfoyle (Basse), Chander Sardjoe (Batterie).
- Dual Identity: Rudresh Mahanthappa (Saxophone alto), Steve Lehman (Saxophone alto), Liberty Ellman (Guitare), Matt Brewer (Basse), Damion Reid (Batterie)

## Discographie

### En tant que leader ou coleader
- Apex, avec Bunky Green (2010, Pi Recordings)
- Dual Identity, avec Steve Lehman (2010, Clean Feed)
- Apti (2008, Innova Recordings)
- Kinsmen (2008, Pi Recordings)
- The Beautiful Enabler (2008, Clean Feed)
- Codebook (2008, Pi Recordings)
- Raw Materials (2006, Savoy Jazz)
- Mother Tongue (2004, Pi Recordings)
- Black Water (2002, Red Giant Records)
- Yatra (1996, AEMMP)

### En tant que sideman
- Vijay Iyer Quartet: Tragicomic (2008, Sunnyside Records)
- Hubert Dupont's Dupont T: Spider's Dance (2007, Ultrabolic)
- Rez Abassi: Bazaar (2007, Zoho)
- Vijay Iyer Quartet: Reimagining" (2005, Savoy Jazz)
- Vijay Iyer & Mike Ladd: In What Langage? (2003, Pi Recordings)
- Vijay Iyer Quartet: Blood Sutra (2003, Artist House)
- Pierre Lognay Sextet ft. Mark Turner: The New International Edition (2002, Lyrae)
- Vijay Iyer Quartet: Panoptic  Modes (2001, Red Giant Records)
- Vijay Iyer Trio & Octet: Architextures (1996, Asian Improv)